# You and me (2009)
you and me (deutsch Du und Ich) ist ein deutscher Kurzfilm von Karsten Krause aus dem Jahr 2009. In Deutschland feierte der Film am 1. Mai 2010 bei den Internationalen Kurzfilmtagen in Oberhausen Premiere.

## Handlung
Die Großmutter von Karsten Krause wird von ihrem Ehemann über vier Jahrzehnte gefilmt und läuft auf seine Super-8-Kamera zu. Die Bilder werden von einem Gedicht des US-amerikanischen Dichters E. E. Cummings begleitet.

## Kritiken
„Ein Liebesgedicht von E.E. Cummings zu Super-8-Amateur-Aufnahmen: Zu sehen ist eine Frau, die den Blick des Mannes durch die Kamera sichtlich genießt. Das Liebesglück wiederholt inszeniert vor grandiosen Postkartenlandschaften über 40 Jahre hinweg: Großes, minimalistisches Kino im Schmalfilmformat.“

## Auszeichnungen
Internationale Kurzfilmtage Oberhausen 2010
- Preis der Kinojury

Curtas Vila do Conde 2010
- Bester Experimentalfilm